# بسته‌بندی خلأ

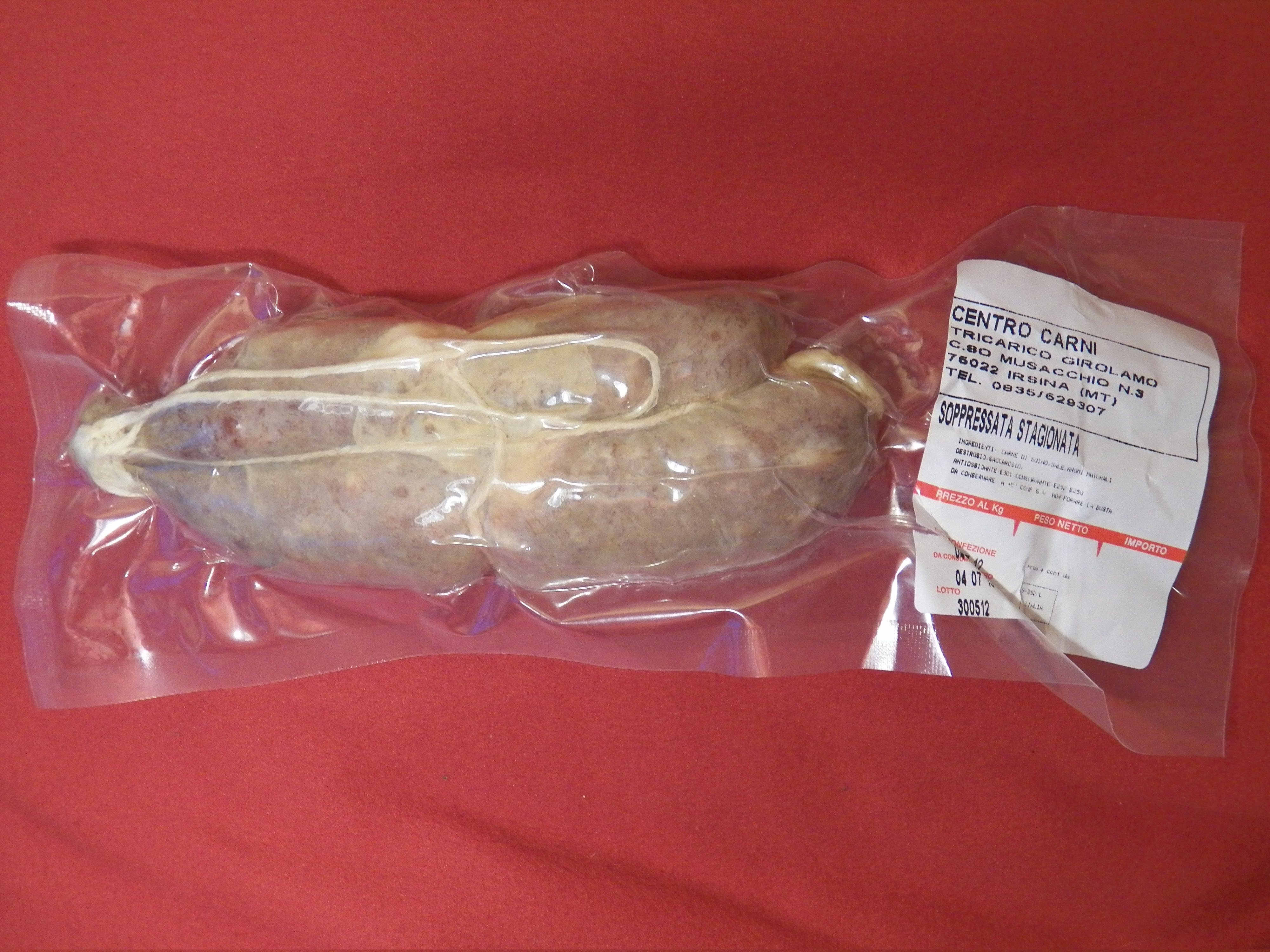
نمونه‌ای از یک ماده غذایی دارای بسته‌بندی خلأ

بسته‌بندی خلأ (به انگلیسی: Hermetic seal) گونه‌ای از بسته‌بندی است که در آن هوا به‌طور کامل از درون بسته و پیش از بسته‌بندی خارج می‌شود. اهداف اصلی از بسته‌بندی خلأ تخلیه بسته از اکسیژن و پیشگیری از رشد اندامگان هوازی و کاهش اندازۀ بسته و افزایش زمان ماندگاری می‌باشد. از بسته‌بندی خلأ در ساخت مواردی چون بستو (ظرف)، بطری، کیسه پلاستیکی و کنسروسازی استفاده می‌شود. برای موادی که در اثر نبود اکسیژن یا در طول فرایند بسته‌بندی خلأ صدمه می‌بینند به جای بسته‌بندی خلأ و تخلیۀ اکسیژن از درون بسته، بسته را با گاز نیتروژن پُر می‌نمایند.

## انواع دستگاه بسته‌بندی خلأ
- دستگاه بسته‌بندی خلأ تکی (به انگلیسی: Single Vacuum Chamber Machines): دستگاه‌هایی که تنها ماده درون آن‌ها قرار می‌گیرد و درون آن بسته‌بندی می‌شود و توسط دستگاه وارد کیسه خلأ می‌شود.
- دستگاه بسته‌بندی خلأ دوتایی (به انگلیسی: Double Vacuum Chamber Machines): دستگاهایی که ماده به همراه کیسۀ پلاستیکی بسته‌بندی درونشان قرار می‌گیرد و سپس درِ آن‌ها بسته شده و ماده به صورت خودکار بسته‌بندی خلأ می‌شود.
- دستگاه بسته‌بندی خلأ تسمه‌دار خودکار (به انگلیسی: Automatic Belt Vacuum Chamber Machines): دستگاهایی که ماده به همراه کیسه‌ی پلاستیکی بسته‌بندی یا سلفون بر روی تسمه‌شان قرار می‌گیرد. از این گونه دستگاه‌ها به منظور بسته‌بندی در مقیاس بالا استفاده می‌شود.
- دستگاه بسته‌بندی خلأ گرمایی (به انگلیسی: Thermoforming (rollstock) Vacuum Packaging Machines): عملکردی کاملاً مشابه با دستگاه بسته‌بندی خلأ تسمه‌دار خودکار دارد و تنها تفاوتشان با یکدیگر قابلیت گرمادهی به منظور سترون (استریل) کردن می‌باشد. از این گونه دستگاه‌ها اغلب برای بسته‌بندی مواد غذایی و با سرعت بالا استفاده می‌گردد.

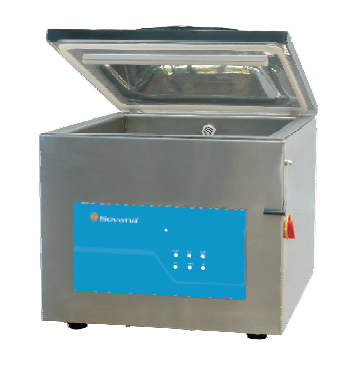
دستگاه بسته‌بندی خلأ تکی
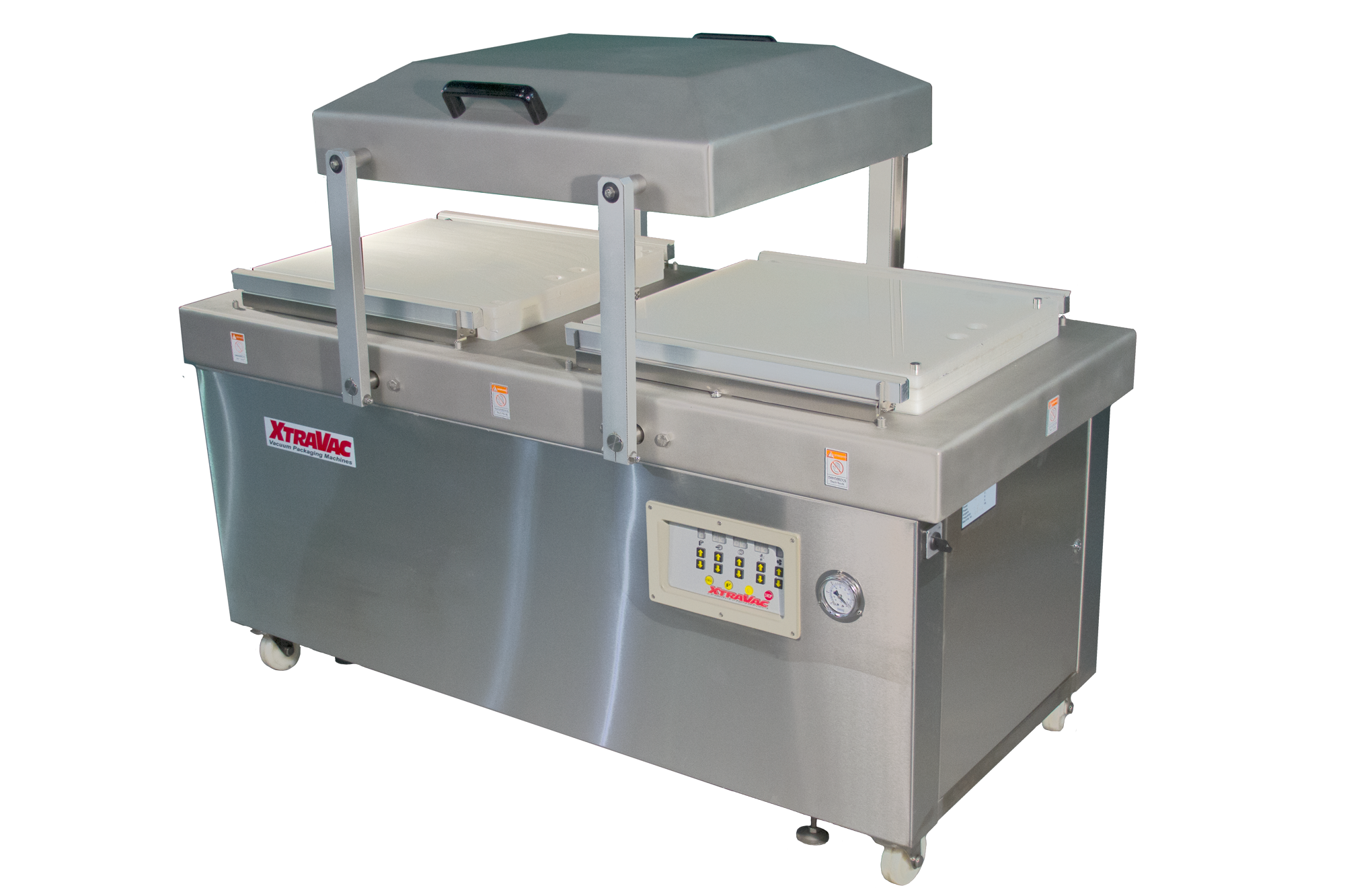
دستگاه بسته‌بندی خلأ دوتایی
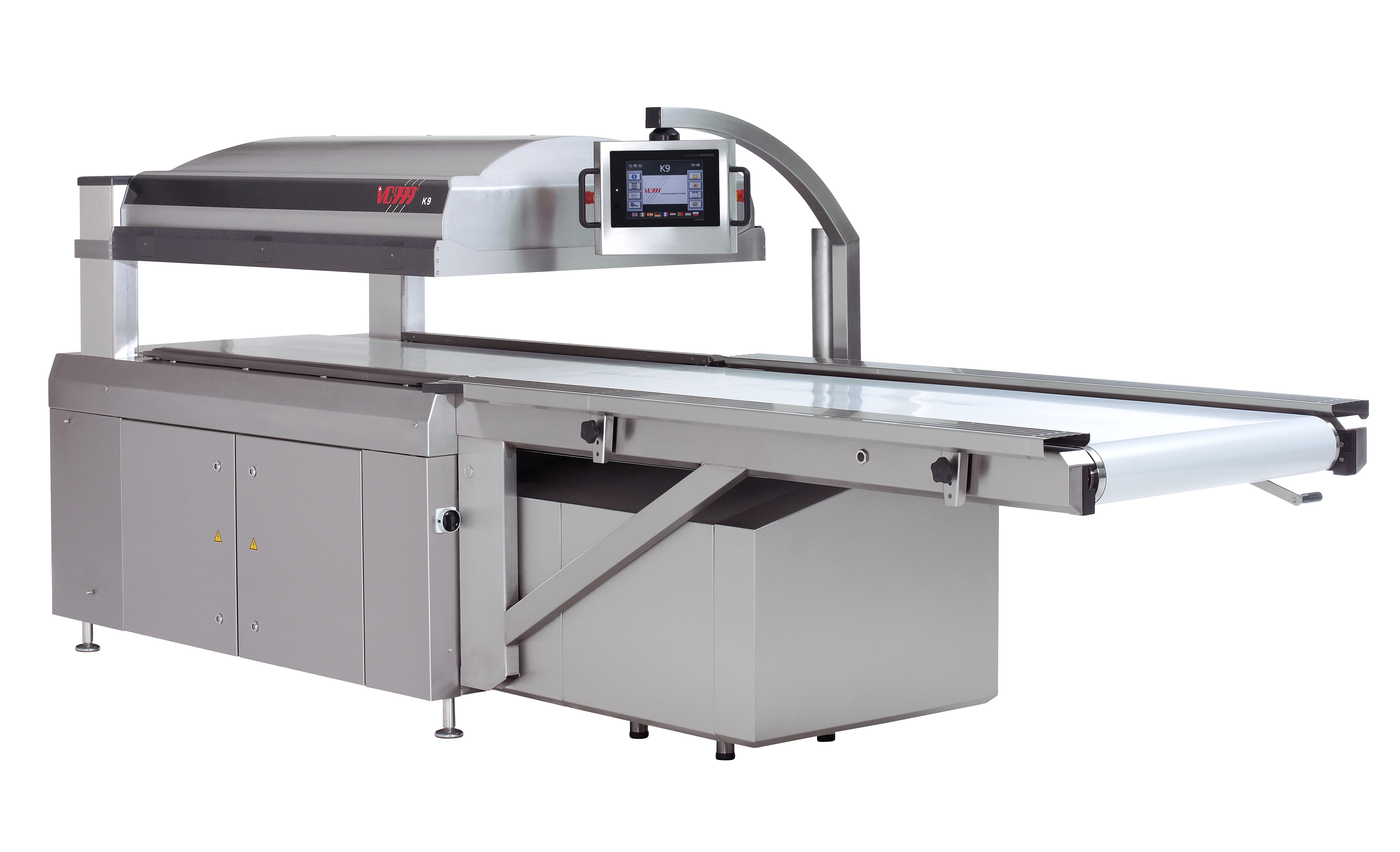
دستگاه بسته‌بندی خلأ تسمه دار خودکار
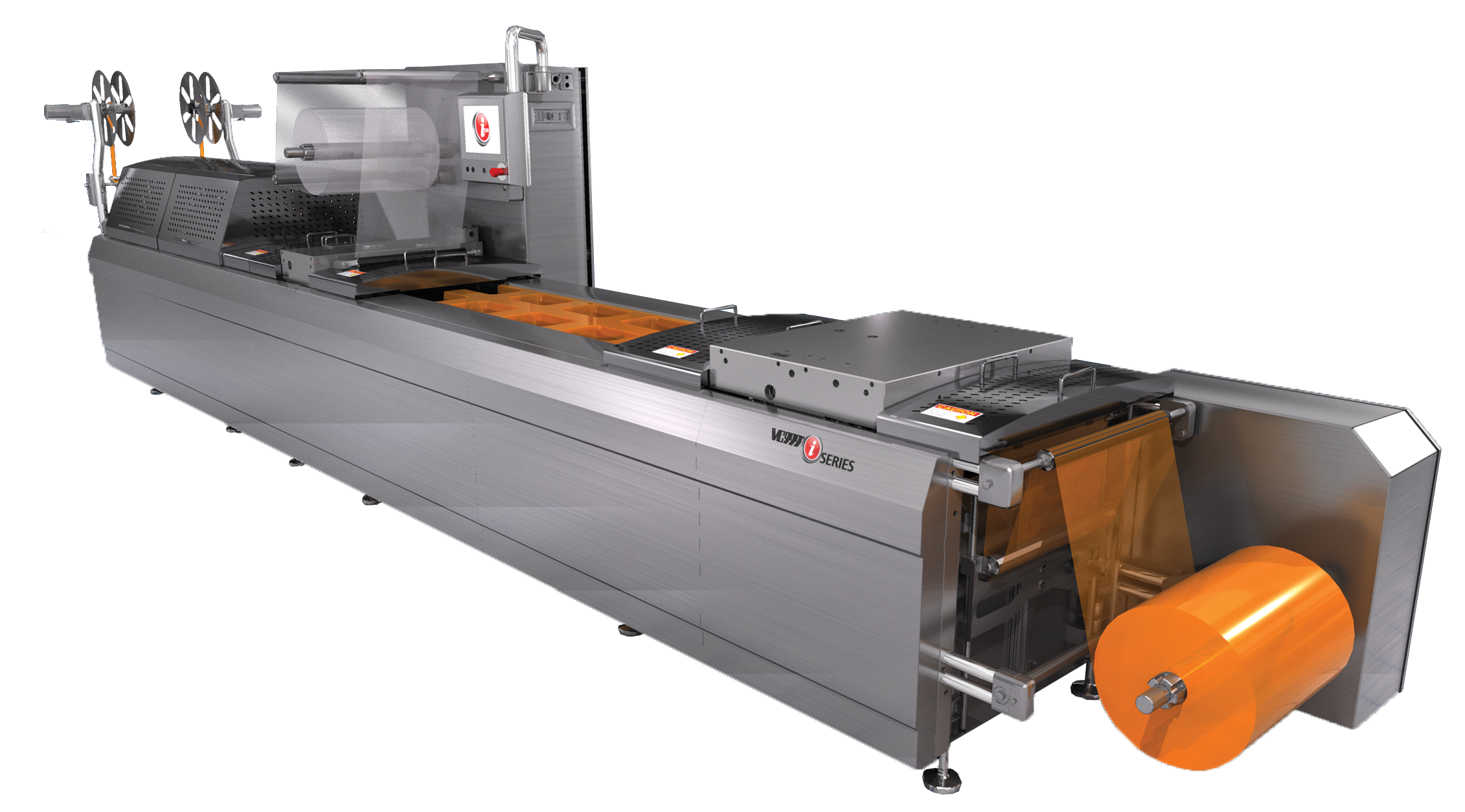
دستگاه بسته‌بندی خلأ گرمایی